# Michelle Waterson
Michelle E. Waterson, née le 6 janvier 1986 à Colorado Springs, est une pratiquante américaine d'arts martiaux mixtes (MMA) évoluant au sein de l'organisation Ultimate Fighting Championship dans la catégorie des poids pailles.

## Biographie
Michelle Waterson est d'origine thaïlandaise.
Elle a commencé le karaté à l'âge de 10 ans et a pratiqué en parallèle d'autres sports de combats tels que le wushu, le muay-thaï, le jiu-jitsu brésilien, la boxe et la lutte. Après l'obtention de son diplôme de fin d'études à l'Aurora Central High School à Denver dans le Colorado, elle commence une carrière de mannequin en 2004.

## Parcours en arts martiaux mixtes

### Débuts
Le 16 février 2007, Michelle Waterson commence sa carrière dans les arts martiaux mixtes. Elle est opposée à l'Américaine Andrea Miller lors de l'événement Ring of Fire 28 à Broomfield. Elle remporte le combat par décision unanime (29-28, 29-28, 30-27).

### Invicta Fighting Championships
Le 6 octobre 2012, Michelle Waterson participe pour la première fois à Kansas City à un événement de l'Invicta Fighting Championships, à l'occasion de l'Invicta FC 3 et face à Lacey Schuckman. Elle remporte la victoire par décision partagée (29-28, 28-29, 29-28), et la confrontation est désignée combat de la soirée.
Le 5 avril 2013, Michelle Waterson est en mesure de disputer le titre de championne des poids atomes de l'Invicta FC face à la tenante du titre, Jessica Penne. Le combat a lieu à Kansas City dans le Missouri, en vedette de l'Invicta FC 5. Michelle Waterson, qui s'est sortie de justesse d'une soumission à la fin du troisième round, réussit une clé de bras lors de la quatrième reprise et s'empare de la ceinture.
Le 6 septembre 2014, Michelle Waterson remet son titre en jeu face à Yasuko Tamada. La confrontation en combat principal de l'Invicta FC 8. La combattante japonaise se retrouve KO à la fin du troisième round cédant sous les coups de poing et de genou de la championne.
Le 5 décembre 2014, Michelle Waterson remet à nouveau son titre en jeu face à la Brésilienne Hérica Tibúrcio. L'Américaine est donnée largement favorite face à une jeune Hérica Tibúrcio effectuant son premier combat hors de son pays natal. Mais Michelle Waterson ne parvient pas à imposer son karaté et se retrouve bientôt prise dans un étranglement en guillotine qui sonne la fin du combat. Waterson perd alors son titre après un peu plus d'une minute. L'affrontement est cependant gratifié du bonus du combat de la soirée.

### Ultimate Fighting Championship
Fin avril 2015, l'UFC annonce que Michelle Waterson a officiellement signé pour concourir au sein de sa catégorie des poids pailles.
Elle fait ses débuts avec la promotion le 12 juillet 2015 lors de la soirée The Ultimate Fighter 21 Finale, opposée à Angela Magana.
Inquiétée par une tentative de soumission dans la première reprise, elle en échappe pour dominer le reste du match et remporter la victoire par étranglement arrière au milieu du troisième round.
En septembre, Waterson est prévue face à Tecia Torres pour l'UFC 194 du 12 décembre 2015,
mais elle annule sa participation à quelques semaines de l'échéance pour cause de blessure.

## Palmarès

### Distinctions
- Ultimate Fighting Championship
  - Performance de la soirée (le 17 décembre 2016 face à Paige VanZant).
- Invicta FC
  - Combat de la soirée (x2) (le 6 octobre 2012 face à Lacey Schuckman et le 5 décembre 2014 face à Hérica Tibúrcio).
  - Championne poids atomes du 5 avril 2013 au 5 décembre 2014.
  - Défense victorieuse de titre de championne poids atomes (x1) (le 6 septembre 2014 face à Yasuko Tamada).
- Women's MMA Awards
  - Combattante MMA de l'année 2013 en poids atome.
  - Combat de l'année 2013 (le 5 avril 2013 face à Jessica Penne).
  - Combat de l'année 2014 (le 5 décembre 2014 face à Hérica Tibúrcio).
- AwakeningFighters.com WMMA Awards
  - Poids atome de l'année 2013
  - Poids atome de l'année 2014

### Palmarès en arts martiaux mixtes
| 29 combats     | 18 victoires | 11 défaites |
| Par KO         | 3            | 1           |
| Par soumission | 9            | 4           |
| Sur décision   | 6            | 6           |

| Résultat | Record | Adversaire            | Méthode                                     | Événement                                                       | Date              | Round | Temps | Lieu                                     | Notes                                                                |
| -------- | ------ | --------------------- | ------------------------------------------- | --------------------------------------------------------------- | ----------------- | ----- | ----- | ---------------------------------------- | -------------------------------------------------------------------- |
| Défaite  | 18-11  | Luana Pinheiro        | Décision partagée                           | UFC 287: Pereira vs Adesanya                                    | 8 avril 2023      | 3     | 5:00  | Miami, Floride, États-Unis               |                                                                      |
| Défaite  | 18-10  | Amanda Lemos          | Soumission (étrangement en guillotine)      | UFC on ABC 3: Ortega vs Rodriguez                               | 16 juillet 2022   | 2     | 1:48  | New-York, Elmont, États-Unis             |                                                                      |
| Défaite  | 18-9   | Marina Rodriguez      | Décision unanime                            | UFC on ESPN: Rodriguez vs Waterson                              | 9 mai 2021        | 5     | 5:00  | Las Vegas, Nevada, États-Unis            |                                                                      |
| Victoire | 18-8   | Angela Hill           | Décision partagée                           | UFC Fight Night: Waterson vs Hill                               | 13 septembre 2020 | 5     | 5:00  | Las Vegas, Nevada, États-Unis            |                                                                      |
| Défaite  | 17-8   | Carla Esparza         | Décision partagée                           | UFC 249: Ferguson vs Gaethje                                    | 10 mai 2020       | 3     | 5:00  | Jacksonville, Floride, États-Unis        |                                                                      |
| Défaite  | 17-7   | Joanna Jedrzejczyk    | Décision unanime                            | UFC Fight Night: Joanna vs. Waterson                            | 12 octobre 2019   | 5     | 5:00  | Tampa, Floride, États-Unis               |                                                                      |
| Victoire | 17-6   | Karolina Kowalkiewicz | Décision unanime                            | UFC on ESPN: Barboza vs. Gaethje                                | 30 mars 2019      | 3     | 5:00  | Philadelphie, Pennsylvanie, États-Unis   |                                                                      |
| Victoire | 16-6   | Felice Herrig         | Décision unanime                            | UFC 229: Khabib vs. McGregor                                    | 6 octobre 2018    | 3     | 5:00  | Las Vegas, Nevada, États-Unis            |                                                                      |
| Victoire | 15-6   | Cortney Casey         | Décision partagée                           | UFC on Fox: Poirier vs. Gaethje                                 | 14 avril 2018     | 3     | 5:00  | Glendale, Arizona, États-Unis            |                                                                      |
| Défaite  | 14-6   | Tecia Torres          | Décision unanime                            | UFC 218: Holloway vs. Aldo II                                   | 2 décembre 2017   | 2     | 2:47  | Détroit, Michigan, États-Unis            |                                                                      |
| Défaite  | 14-5   | Rose Namajunas        | Soumission (étranglement arrière)           | UFC on Fox: Johnson vs. Reis                                    | 15 avril 2017     | 2     | 2:47  | Kansas City, Missouri, États-Unis        |                                                                      |
| Victoire | 14-4   | Paige VanZant         | Soumission technique (étranglement arrière) | UFC on Fox: VanZant vs. Waterson                                | 17 décembre 2016  | 1     | 3:21  | Sacramento, Californie, États-Unis       | Performance de la soirée.                                            |
| Victoire | 13-4   | Angela Magana         | Soumission (étranglement arrière)           | The Ultimate Fighter: American Top Team vs. Blackzilians Finale | 12 juillet 2015   | 3     | 2:38  | Las Vegas, Nevada, États-Unis            | Retour en poids paille.                                              |
| Défaite  | 12-4   | Hérica Tibúrcio       | Soumission (étranglement en guillotine)     | Invicta FC 10: Waterson vs. Tiburcio                            | 5 décembre 2014   | 3     | 1:06  | Houston, Texas, États-Unis               | Perd le titre des poids atomes de l'Invicta FC. Combat de la soirée. |
| Victoire | 12-3   | Yasuko Tamada         | TKO (coups de genou et coups de poing)      | Invicta FC 8: Waterson vs. Tamada                               | 6 septembre 2014  | 3     | 4:58  | Kansas City, Missouri, États-Unis        | Défend le titre le titre des poids atomes de l'Invicta FC.           |
| Victoire | 11-3   | Jessica Penne         | Soumission (clé de bras)                    | Invicta FC 5: Penne vs. Waterson                                | 5 avril 2013      | 4     | 2:31  | Kansas City, Missouri, États-Unis        | Remporte le titre des poids atomes de l'Invicta FC.                  |
| Victoire | 10-3   | Lacey Schuckman       | Décision partagée                           | Invicta FC 3: Penne vs. Sugiyama                                | 6 octobre 2012    | 3     | 5:00  | Kansas City, Kansas, États-Unis          | Début en poids atome. Combat de la soirée.                           |
| Victoire | 9-3    | Diana Rael            | Soumission (étranglement arrière)           | Jackson's MMA Series 7                                          | 21 janvier 2012   | 1     | 2:12  | Albuquerque, Nouveau Mexique, États-Unis |                                                                      |
| Victoire | 8-3    | Masako Yoshida        | TKO (coups de poing)                        | Crowbar MMA: Spring Brawl                                       | 24 avril 2010     | 1     | 4:17  | Fargo, Dakota du Nord, États-Unis        |                                                                      |
| Victoire | 7-3    | Rosary Califano       | Soumission (clé de bras à la volée)         | EB: Beatdown at 4 Bears 6                                       | 13 février 2010   | 1     | 0:15  | New Town, Dakota du Nord, États-Unis     |                                                                      |
| Défaite  | 6-3    | Elena Reid            | TKO (coups de poing)                        | Apache Gold: Extreme Beatdown                                   | 11 avril 2009     | 2     | 1:50  | Phoenix, Arizona, États-Unis             |                                                                      |
| Victoire | 6-2    | Karina Taylor         | Soumission technique (clé de bras)          | Duke City MMA Series 1                                          | 14 mars 2009      | 1     | 2:36  | Albuquerque, Nouveau Mexique, États-Unis |                                                                      |
| Victoire | 5-2    | Tyra Parker           | Soumission (étranglement arrière)           | Strikeforce: Payback                                            | 3 octobre 2008    | 1     | 1:20  | Denver, Colorado, États-Unis             |                                                                      |
| Victoire | 4-2    | Krystal Macatol       | Soumission (clé de bras)                    | SCA: Bike n Brawl 2                                             | 23 août 2008      | 1     | 0:22  | Albuquerque, Nouveau Mexique, États-Unis |                                                                      |
| Victoire | 3-2    | Thricia Poovey        | TKO (arrêt du coin)                         | King of the Cage: Badlands                                      | 12 juillet 2008   | 2     | 5:00  | Albuquerque, Nouveau Mexique, États-Unis |                                                                      |
| Défaite  | 2-2    | Lynn Alvarez          | Soumission (étranglement en guillotine)     | Ring of Fire 31: Undisputed                                     | 1er décembre 2007 | 1     | 1:19  | Broomfield, Colorado, États-Unis         |                                                                      |
| Victoire | 2-1    | Jaime Cook            | Soumission (clé de bras)                    | Ring of Fire 30: Domination                                     | 15 septembre 2007 | 1     | 1:33  | Broomfield, Colorado, États-Unis         |                                                                      |
| Défaite  | 1-1    | Alicia Gumm           | Décision unanime                            | RMBB: Battle of the Arts                                        | 30 juin 2007      | 2     | 5:00  | Denver, Colorado, États-Unis             |                                                                      |
| Victoire | 1-0    | Andrea Miller         | Décision unanime                            | Ring of Fire 28: Evolution                                      | 16 février 2007   | 3     | 3:00  | Broomfield, Colorado, États-Unis         | Début en poids paille.                                               |

## Vie privée
Elle est mariée à Joshua Gomez, ancien militaire et boxeur amateur, et a une fille nommée Araya née le 18 mars 2011.
Étant d'origine thaïlandaise, elle choisit la religion bouddhiste.

## Filmographie
- 2025 : Ravage (Havoc) de Gareth Evans : Assassin